# 梁洪
梁洪（1946年—2007年11月15日），黑龙江省呼兰县人，中国人民解放军将领、中国人民武装警察部队中将。 
1964年加入中国人民解放军空军，翌年加入中国共产党。1993年3月，担任总后勤部部长助理，2002年6月任武警部队副司令员，分管后勤、院校和黄金、森林、水电、交通部队。 
1993年被授予空军少将军衔，2002年改授武警少将警衔，2003年，晋升武警中将警衔，2007年去世，享年59岁。 
梁洪是2006年电视剧《士兵突击》的军事顾问。